# Mediepluralism
Mediepluralism är en pluralism inom media, där flertal röster, åsikter och analyser kan ta plats.
Mediepluralism framförs ofta av internationella organisationer och icke-statliga organisationer som en väsentlig del av en demokratisk stat. Reportrar utan gränser anser "tillgång till ett antal redaktionella linjer och analyser [som] nödvändiga för att medborgarna ska kunna konfrontera idéer, att göra sina egna informerade val och att föra sitt liv fritt" .